# Stizolestes mayi
Stizolestes mayi är en tvåvingeart som först beskrevs av Edwards 1932.  Stizolestes mayi ingår i släktet Stizolestes och familjen rovflugor. Inga underarter finns listade i Catalogue of Life.